# Governo provisório
Um governo provisório, também chamado de governo interino ou governo de transição, é uma autoridade governamental de emergência criada para gerenciar uma transição política, geralmente nos casos de países novos, ou após o colapso da administração anterior. Governos provisórios são geralmente nomeados, e frequentemente surgem durante ou depois de guerras civis ou estrangeiras.
Os governos provisórios mantêm o poder até que um novo governo possa ser nomeado por um processo político regular, que geralmente é uma eleição. Eles podem estar envolvidos na definição da estrutura jurídica de regimes subsequentes, diretrizes relacionadas a direitos humanos e liberdades políticas, estrutura da economia, instituições governamentais e alinhamento internacional. Os governos provisórios diferem dos governos de gestão, que são responsáveis por governar dentro de um sistema parlamentar estabelecido e servir como garante da continuidade dos serviços públicos após uma moção de desconfiança, ou após a dissolução da coalizão governante.
Na opinião de Yossi Shain e Juan J. Linz, os governos provisórios podem ser classificados em quatro grupos:
1. Os governos provisórios revolucionários (quando o antigo regime é derrubado e o poder pertence àqueles que o derrubaram).
2. Poder compartilhando governos provisórios (quando o poder é compartilhado entre o ex-regime e aqueles que estão tentando mudá-lo).
3. Governos provisórios em exercício (quando o poder durante o período de transição pertence ao antigo regime).
4. Governos provisórios internacionais (quando o poder durante o período de transição pertence à comunidade internacional).

A criação de governos provisórios está frequentemente ligada à implementação da justiça de transição. As decisões relacionadas à justiça de transição podem determinar quem está autorizado a participar de um governo provisório.
Os primeiros governos provisórios foram criados para se preparar para o retorno da regra real. Assembleias irregulares durante a Revolução Inglesa, como a Irlanda Confederada (1641-49), foram descritas como "provisórias". A prática de usar o "governo provisório" como parte de um nome formal pode ser atribuída ao governo de Talleyrand na França em 1814. Os governos provisórios numerosos durante as Revoluções de 1848 deram à palavra o seu significado moderno: Um governo liberal estabelecido para preparar eleições. O governo provisório mais notável foi o Governo Provisório da Rússia em 1917.

## Governos provisórios em diversos países

### Brasil
Apenas os dois primeiros ficaram marcados pela alcunha de governo provisório. Nos dois casos, houve sucessão por uma outra gestão do mesmo presidente, agora com nova realidade constitucional de fato. Nos casos de Linhares e Mazzilli, os dois governaram por curto tempo (13 e 94 dias, respectivamente) e na espera de um novo presidente eleito.

#### Governo provisório de Deodoro da Fonseca (1889-1891)
Após dar um golpe de estado em Dom Pedro II e proclamar a República, o Marechal Deodoro da Fonseca exerceu a presidência entre 15 de novembro de 1889 e 26 de fevereiro de 1891 na qualidade de chefe do Governo Provisório, que não possuía vice-presidente. Em 25 de fevereiro de 1891 foram eleitos, pelo Congresso Constituinte, o primeiro presidente (o mesmo marechal Deodoro da Fonseca) e vice-presidente do Brasil (marechal Floriano Peixoto), sendo formalmente empossados no dia seguinte.
Configurou um período de forte instabilidade e agitação política.

#### Governo Provisório de Getúlio Vargas (1930-1934)
Com a nova e decisiva importância que os militares tiveram na consolidação da Revolução de 30, os primeiros anos da Era Vargas foram marcados pela forte presença dos "tenentes" nos principais cargos políticos do novo governo. Em sua grande parte, os principais representantes das alas militares que apoiaram Vargas, obtiveram as chamadas interventorias estaduais. Pela imposição do presidente, vários militares passaram a controlar os governos estaduais. Tal medida tinha como propósito anular a ação dos antigos coronéis e sua influência político-regional.
Dessa maneira, consolidou-se um clima de tensão entre as velhas oligarquias e os tenentes interventores. Tal conflito teve maior força em São Paulo onde as oligarquias locais, sob o apelo da autonomia política e um discurso de conteúdo regionalista, convocaram o "povo paulistano" a lutar contra o governo Getúlio Vargas. A partir dessa mobilização, originou-se a chamada Revolução Constitucionalista de 1932.  A Assembleia Nacional Constituinte já estava marcada para o ano seguinte de 1933. No processo eleitoral, as principais figuras militares do governo perderam espaço político devido o desgaste gerado pelos conflitos paulistas. Passada a formação da Assembleia, uma nova constituição fora promulgada, em 1934. Com inspiração nas constituições alemã e mexicana, a carta de 1934 deu maiores poderes ao poder executivo, adotou medidas democráticas e criou as bases de uma legislação trabalhista. Além disso, a nova constituição previa que a primeira eleição presidencial aconteceria pelo voto da Assembleia. Por meio dessa resolução e o apoio da maioria do congresso, Vargas garantiu mais um novo mandato.

#### Governo José Linhares(1945-1946)
Governo de 94 dias entre a Deposição de Vargas, encerrando a Era Vargas e o Estado Novo, em 29 de outubro de 1945, e a posse de Eurico Gaspar Dutra, eleito diretamente em dezembro, em 31 de janeiro de 1946. José Linhares, na posição de presidente do STF, foi convocado pelas Forças Armadas para suceder provisoriamente Vargas, cabendo-lhe determinar nova eleição para presidente e para nova assembleia constituinte. Não existia vice-presidente e o Congresso achava-se fechado.
Conforme discursou Linhares na posse do seu sucessor:
"Quando, na noite histórica de 29 de outubro, assumi o Governo, atentei logo na posição em que me colocaram os acontecimentos. Compreendi que, com o presidir, sem qualquer parcialidade, as eleições do Presidente da República e da Assembleia Constituinte, tinha a meu dever preparar a passagem de uma forma de governo a outra, ambas extremadas no conceber a condição humana perante o Estado".

#### Governo Ranieri Mazzilli (1964)
A segunda vez de Ranieri Mazzilli na Presidência correspondeu a um governo de transição, entre o regime democrático estabelecido pela Constituição de 1946 e a ditadura militar, tendo duração de 13 dias, da deposição de João Goulart, em 2 de abril de 1964, e a posse de Humberto Castelo Branco, em 15 de abril (eleito indiretamente quatro dias antes). Mazzilli, presidente da Câmara, exercia o cargo de Presidente da República de modo meramente formal, sendo o poder de fato exercido pelo Comando Supremo da Revolução, que assinou o Ato Institucional n.º 1, verdadeiro exercício do Poder Constitucional Originário pela via autoritária, e nove "Atos do Comando", que suspendiam direitos de civis e transferiam para reserva militares discordantes do Golpe.

### Portugal
Em Portugal, tiveram a designação de "governos provisórios" os seis governos que exerceram funções entre a Revolução de 25 de abril de 1974 e a entrada em vigor da nova Constituição em 25 de abril de 1976. Os governos em funções desde então, de acordo com a Constituição de 1976, passaram a designar-se "governos constitucionais".
- Governo Provisório da República Portuguesa
- I Governo Provisório de Portugal
- II Governo Provisório de Portugal
- III Governo Provisório de Portugal
- IV Governo Provisório de Portugal
- V Governo Provisório de Portugal
- VI Governo Provisório de Portugal